# Von Kvang Sza nemzetközi zen templom
A Von Kvang Sza (Eredeti Fény) templom (koreaiul: 원광사) egy hagyományos koreai zen buddhista templom az Esztergom városához tartozó Búbánatvölgyben. A templomot a Koreai Buddhizmus Csogje Rendje tartotta fenn, 2020 óta a koreai buddhizmus Taego Rendjéhez tartozik. A több mint 8 hektáros területen jelenleg hét épület áll, ez összesen 114 négyzetméternyi területet jelent, melyből csak a Dharma terem foglal el 84 négyzetmétert. Magát a termet magyar építészek tervezték hagyományos koreai stílusban. A belső tér különböző országokból idelátogató segítők sokaságának hatására lett berendezve. A terem befogadó képessége harmincöt ember, de szükség esetén hetven embert is képes befogadni.

## Története
Csong An Szunim apát hat évet töltött Dél-Koreában, ahol Szung Szán Heng Von Dészonszánim zen mesternek, a koreai Csogje Rend hetvennyolcadik pátriárkájának és a nemzetközi Kwanum Zen Iskola létrehozójának a tanítványa volt. 1999-ben felhatalmazást kapott mesterétől a tanításra. 2000-ben visszatért Magyarországra, ahol tanítani kezdett. 2003-ban a tanítóban megszületett a gondolat, hogy templomot építsen. Hosszas keresgélés után, 2004 végén találták meg a megfelelő környezetet a Búbánatvölgyben, a Fárikút nevű forrás közelében. 2005-ben, számos nehézséget leküzdve, megkezdődtek a földvásárlások, majd a következő évben az építkezés, a dél-koreai állam és az ottani közösségek komoly szakmai és anyagi támogatásával. Az épülethez az alapanyagokat a világ különböző részeiből szállították a helyszínre, például a tetőcserepeket Dél-Koreából, a vörösfenyő gerendákat Oroszországból. A épületet koreai hagyományok alapján, de a legkorszerűbb technikákat alkalmazva magyar szakemberek építették. A templom ma látható része, a zen vagy más néven Dharma teremmel 2010-re készült el. A rend egyik koreai templomának (Szung Szán mester templomának), a Szudokszának szellemi vezetője Szol Csong Kunszunim avatta fel. Még ebben az évben lefektették a Nagy Buddha Terem alapkövét is.
A Buddha terem gerendaemelési szertartását 2014-ben tartották meg.
2011-ben Csong An Szunim elhagyta a mestere által alapított Kwanum Zen Iskola közösségét és intézkedésére a templom fenntartását a Csogje rend vette át. 2020-ban az apát a Taego rend tagja lett, így a templom is a koreai buddhizmus ezen rendjéhez került.

### Távlati elképzelések
A templom bővítésének egyik fontos eleme a Nagy Buddha Terem megépítése lesz. Elbontják a jelenlegi templom konyha részét és a templomhoz új konyhaépületet és lakóépületet szeretnének kapcsolni. Tervben van a Vallások Harmóniájának Terme megépítése, egy sztúpa, templomkapu, harang- és dobtorony építése is. A kert is jelentősen átalakulna. A régi tanyaépületek elbontásával új termőterületet alakítanának ki, melyeken a templom még több egészséges zöldséget, gyümölcsöt, fűszer- és gyógynövényt termeszthetne a közösség számára. Tervben van a jelenlegi templomépület mögötti domboldal teraszosítása és egy tó kialakítása a völgyet átszelő Csenke-patak mentén. Csong An Szunim apát szerint ezek a fejlesztések további tíz-tizenöt évet is igénybe vehetnek.

### Vezetők
- Csong An Szunim apát
- Tóth Eszter apáthelyettes
- Bohner Antal házfőnök
- Ölei Rita szállásmester

## Gyakorlatok
A közösség számára a legfontosabbak az úgynevezett elvonulások, melyek során szigorú napirend szerint végzik a meditációkat. Az elvonulás egy napja 8 óra ülőmeditációból, két óra éneklésből, egy óra munkából, sétáló meditációkból és szertartásos étkezésekből áll. Havonta egyszer háromnapos elvonulást (csütörtök estétől vasárnap délutánig), évente legalább két alkalommal (áprilisban és augusztusban) tíznapos elvonulást és télen (november végétől március elejéig) kilencven napos (ez utóbbit hagyományosan angonak vagy kjolcsének nevezik) elvonulást tartanak. A hosszabb elvonulások alatt heti három kongan vagy más néven kóan (frappáns megfogalmazású feladvány, mely a Végső Valóságra utal), egy konzultációs interjú és Dharma beszéd egészíti ki a tanítást.

## Események
A közösség rendszeresen szervez kirándulásokat és átlagosan havonta egyszer jógatábor és kertészeti műhelyfoglalkozás is van. A közösség életében fontos ünnep Buddha születésnapja (májusban) és Szung Szán mester Nirvánába térésének (2004. november 30.) évfordulója.

## Galéria

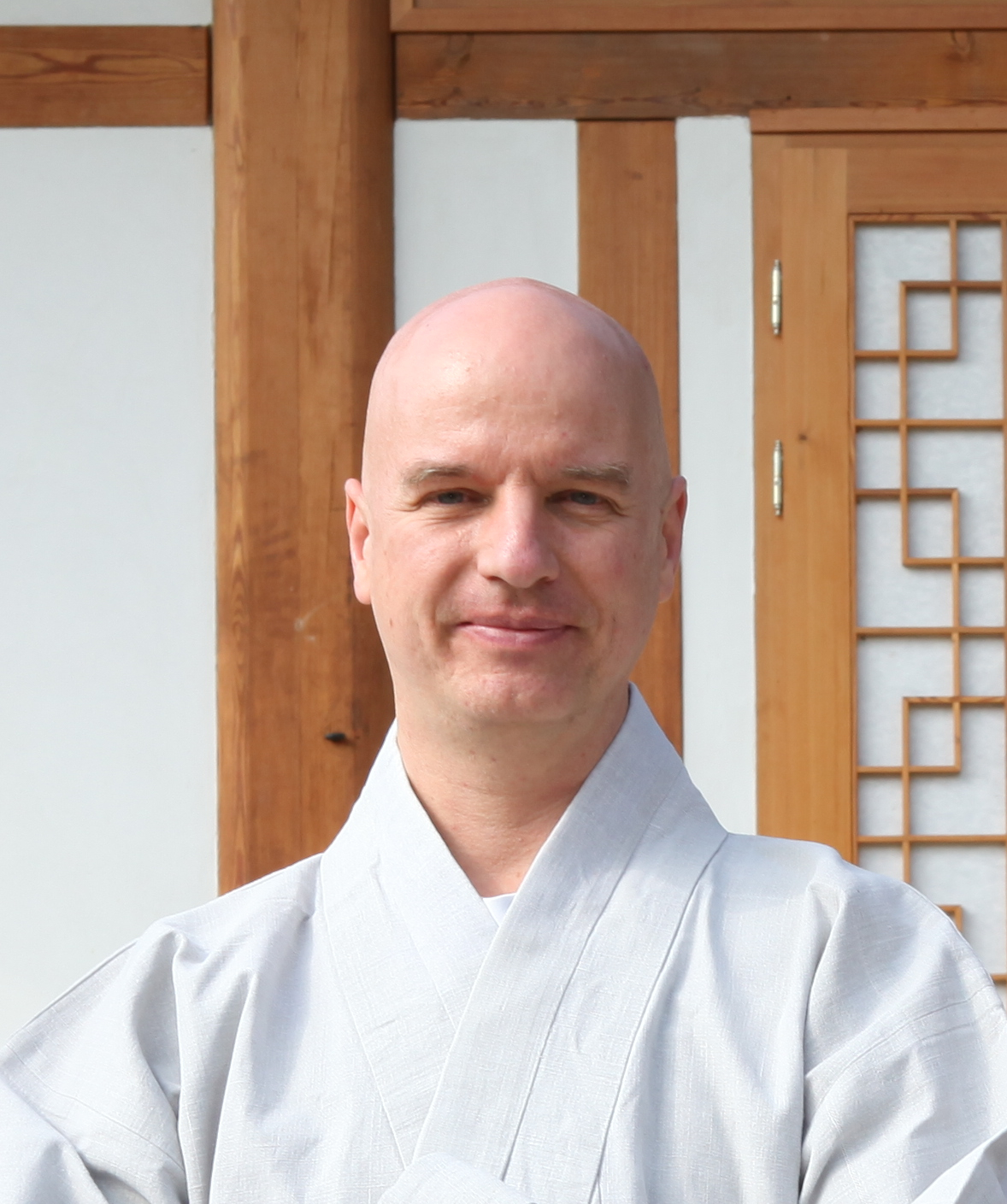
Csong An Szunim apát
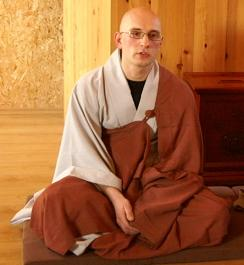
Dok Hae Szunim apáthelyettes
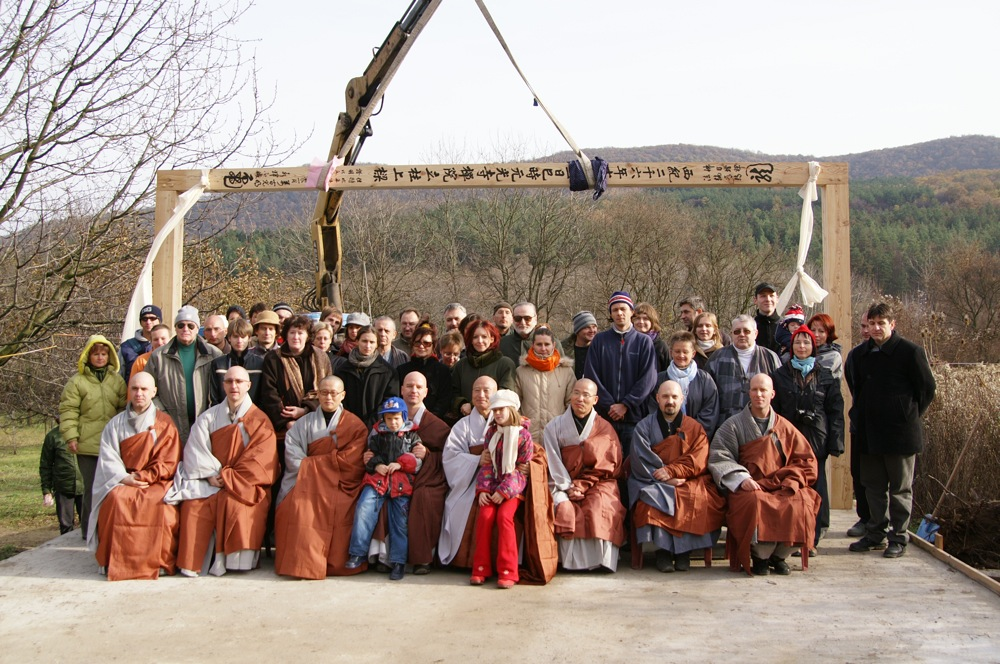
Mestergerenda emelési szertartás (2006 november)
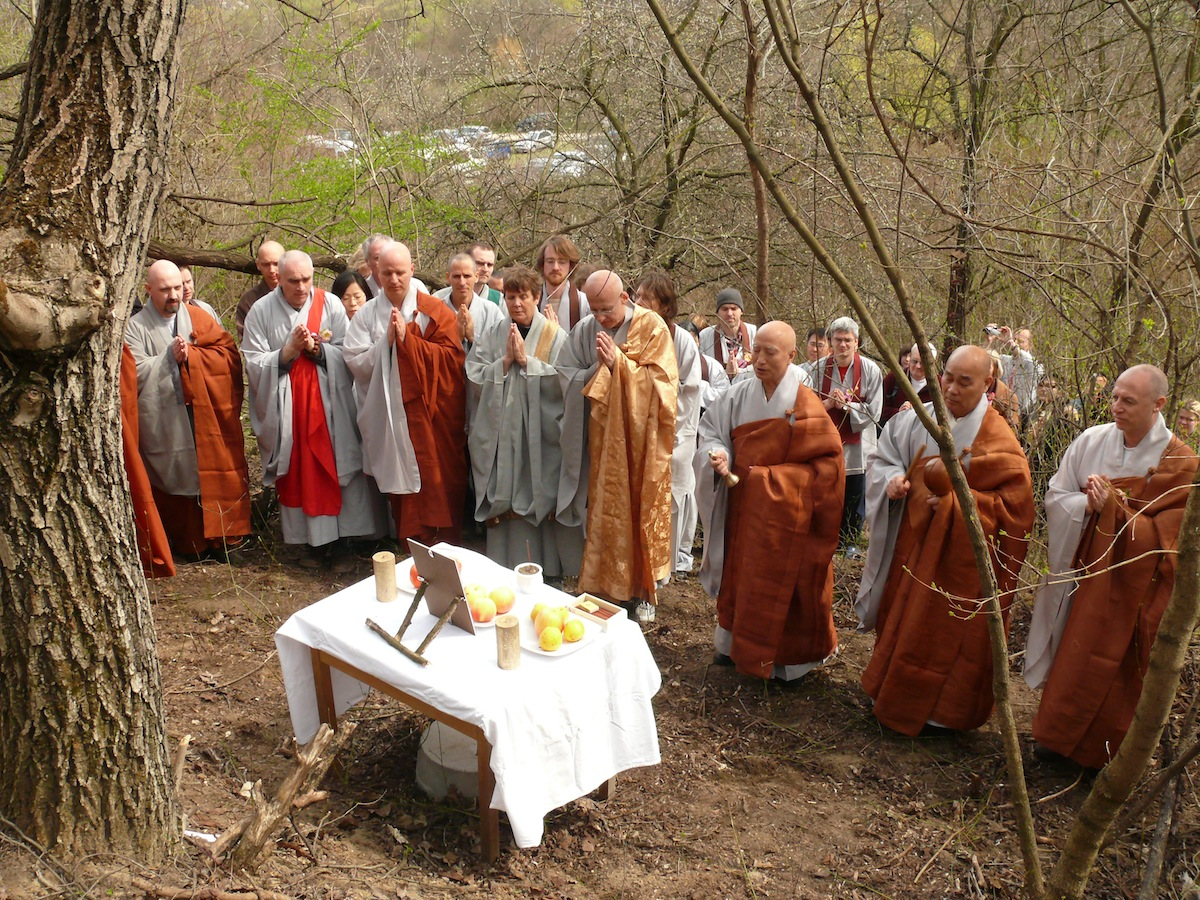
Az új Buddha csarnok alapkőletétele (2010 április)
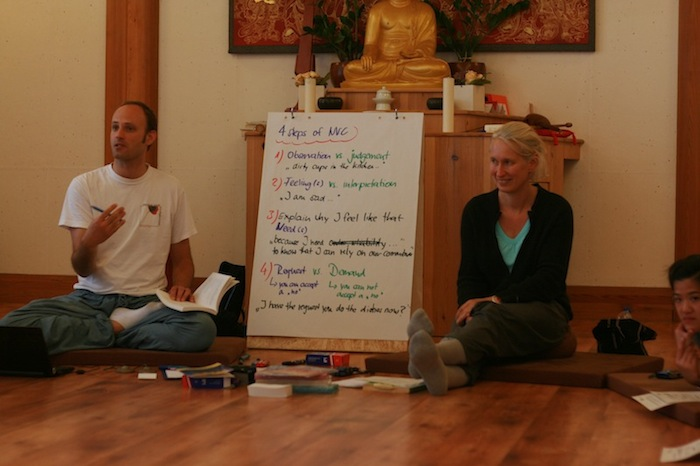
Előadás a templomban

## További hivatkozások
- Gömbpanoráma a templom belsejéről